# Мельцухи
Мельцухи (пол. Mielcuchy) — село в Польщі, у гміні Чайкув Остшешовського повіту Великопольського воєводства.
Населення — 484 особи (2011).
У 1975-1998 роках село належало до Каліського воєводства.

## Демографія
Демографічна структура станом на 31 березня 2011 року:
|          | Загалом | Допрацездатний вік | Працездатний вік | Постпрацездатний вік |
| -------- | ------- | ------------------ | ---------------- | -------------------- |
| Чоловіки | 244     | 49                 | 163              | 32                   |
| Жінки    | 240     | 44                 | 137              | 59                   |
| Разом    | 484     | 93                 | 300              | 91                   |